# Peredilśke
Peredilśke (ukr. Передільське) – wieś na Ukrainie, w obwodzie ługańskim, w rejonie szczastyńskim, w hromadzie Szczastia. W 2001 liczyła 1191 mieszkańców, spośród których 114 wskazało jako ojczysty język ukraiński, 1076 rosyjski, a 1 ormiański.